# Fontaine de l'Ours
La fontaine de l'Ours est un monument historique situé à Heiligenstein, dans le département français du Bas-Rhin.

## Localisation
Cette construction est située rue Principale à Heiligenstein.

## Historique
L'édifice fait l'objet d'une inscription au titre des monuments historiques depuis 1990.